# Dracaena angolensis
Dracaena angolensis, synoniem Sansevieria cylindrica, is een succulente, groenblijvende plant die oorspronkelijk voorkomt in Angola.

## Naamgeving
In 1857 werd de soort voor het eerst beschreven door de botanicus Wenceslas Bojer onder het synoniem Sansevieria cylindrica. Daarna volgde een bevestiging in 1859 door de botanicus William Jackson Hooker. Synoniemen die volgden voor de aanvankelijke naam Sansevieria cylindrica Bojer ex Hook betroffen Acyntha cylindrica (Bojer ex Hook) Kuntze 1891, Cordyline cylindrica (Bojer ex Hook.) Britton (1923), Sansevieria angolensis Welw. ex Carrière (1861) en Sansevieria cylindrica var. patula N.E.Br. (1915).
Gelijkaardig aan andere "Sanseveria's" werd de plant lang ingedeeld in het genus Sansevieria. In 2017 volgde na een moleculair fylogenetisch DNA-onderzoek een herclassificatie en volgde indeling in het genus Dracaena. Toen bleek dat de naam D. Cylindrica reeds in gebruik was voor de D. cylindrica bicolor Hook. moest ook de soortnaam gewijzigd worden en werd de geldige naam Dracaena angolensis.

## Herkomst en verspreiding
De soort komt oorspronkelijk voor in Angola, Zimbabwe en in het droge laagland van Luanda en van daaruit naar het zuiden tot aan Benguella. Naar het noorden wordt de soort gevonden in het uitmondingsgebied van de rivier de Kongo. Hier vindt men grote vier meter hoge verhoute sruiken. Ook vindt men de soort onder bomen en struiken in de nabijheid van termietenheuvels langs de rivier de Chitanda, tussen de plaatsen Kakele en Goudkopje onder in de regio tussen de rivieren Kunene en Kubango in Amboland.

## Omschrijving

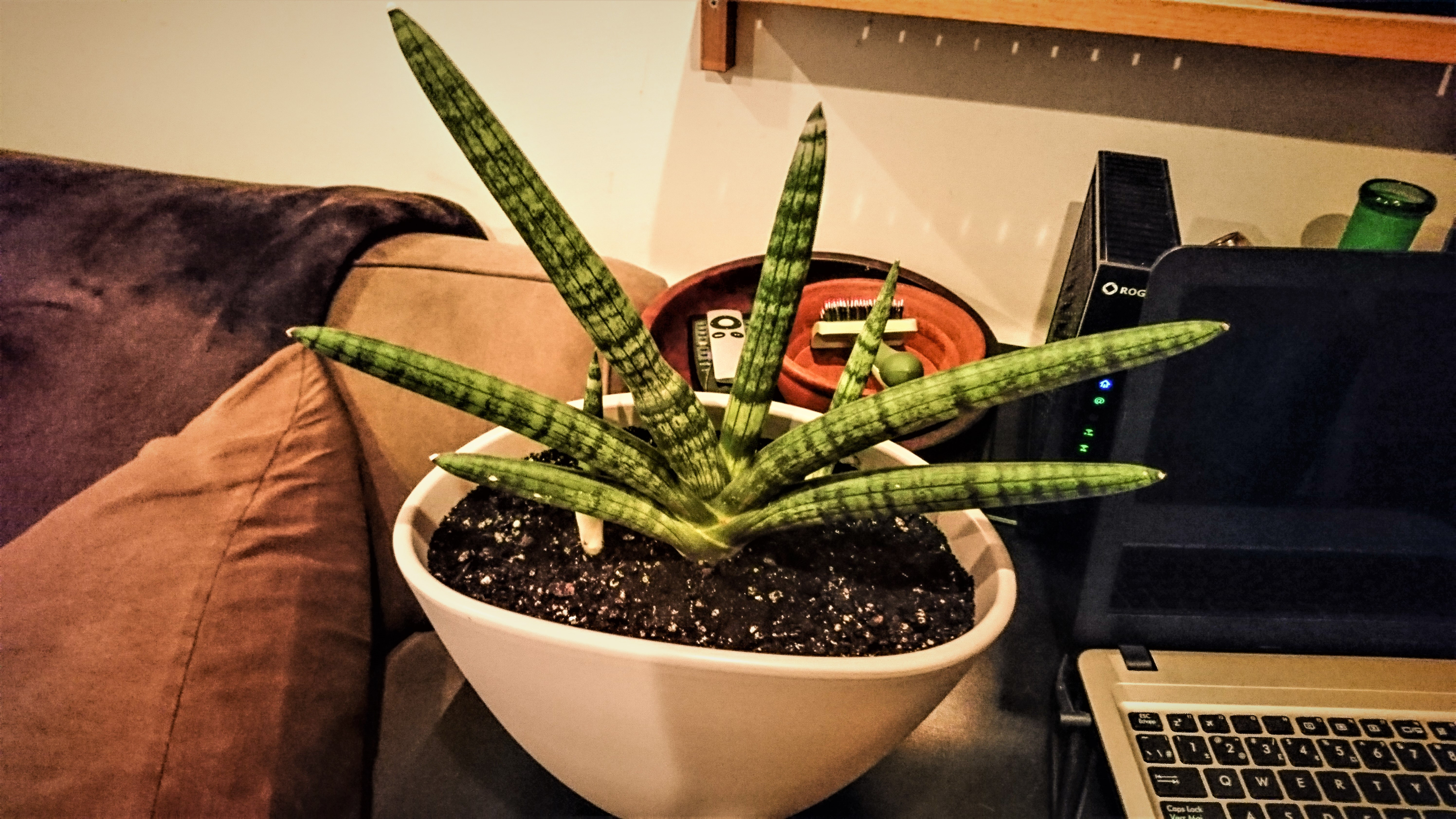
S. cylindrica var. patula

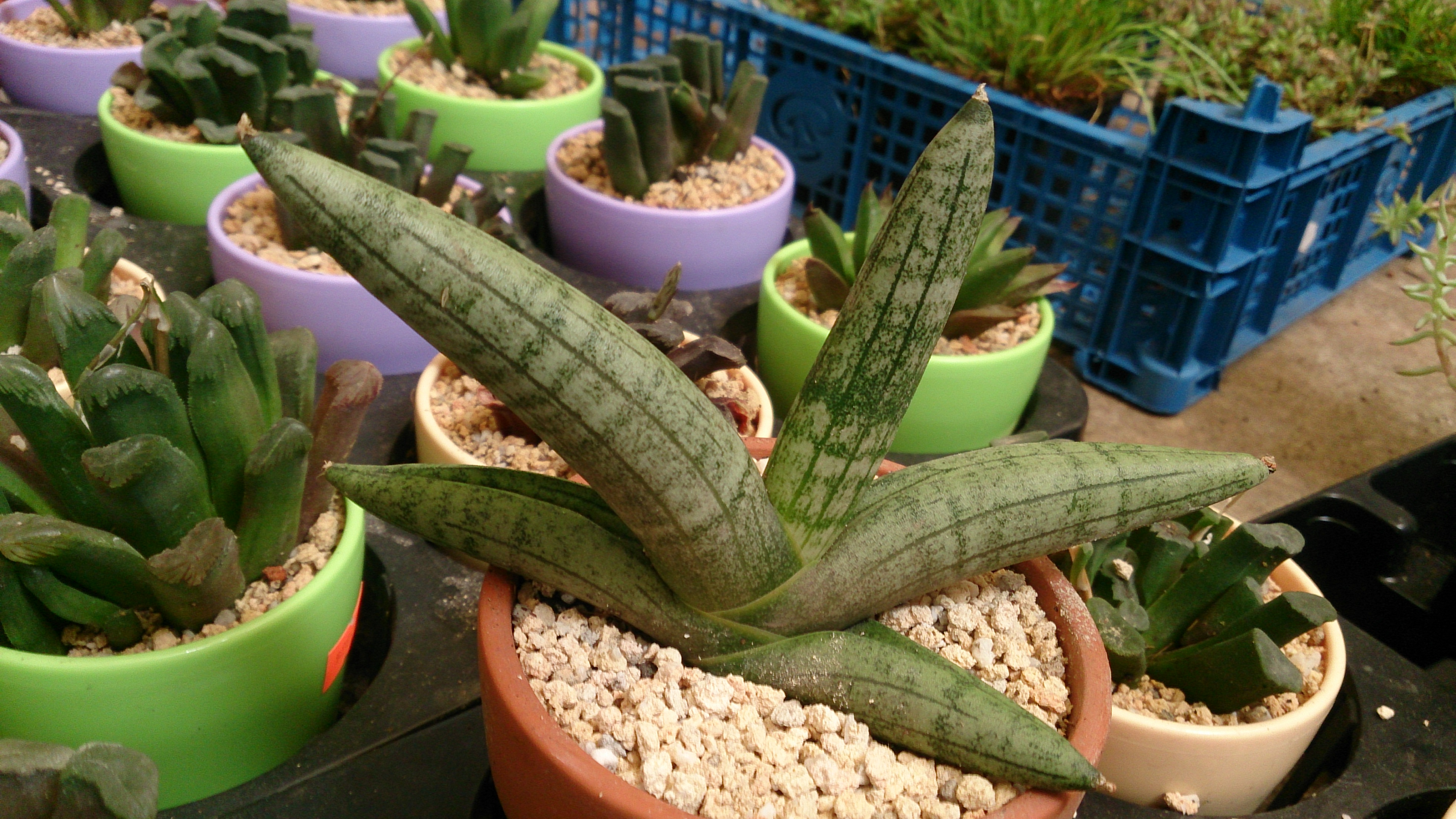
S. cylindrica var. patula "Boncel"

De plant heeft gestreepte langwerpige gladde groengrijze succulente bladeren. De plant is stamloos en de bladeren ontspruiten uit een basale rozet direct vanuit het wortelgestel. De bladeren hebben een breedte van drie centimeter en kunnen tot twee meter lang worden. De soort heeft een typerende subcilindrisch bladvorm waarbij de bladeren opgerold lijken. De oorzaak ligt in het feit dat vanuit de knopstatus van elk blad er een gendefect is dat compleet uitvouwen van de bladeren verhindert en tevens zorgt voor een niet compleet vormen van een top of bodem van het blad. 
De bloeiwijze is in de vorm van een lange bloemstengel die vanuit de rozet ontspruit en een lengte kan hebben tussen de 65 centimeter en een meter. Hierop vormen zich diverse clusters van 5 tot 6 bloemen. De groenachtig witte bloemen bezet met een roze zweem hebben een buisvormig uiterlijk en zijn tussen de vier tot 8 millimeter groot. De bloemen geuren in de avond en nacht sterk weezoet.

## Teelt en verzorging
De soort is goed bestand tegen droogte en gedijt op eenmaal bewatering per week gedurende het groeiseizoen en eenmaal per maand tijdens de wintermaanden. Zowel in het oorsprongsgebied als in warme klimaten waar de plant als tuinplant en gematigde klimaten waar de plant als kamerplant gehouden wordt is voldoende zonlicht essentieel. De gewenste grondsoort is vrij droog en goed doorlatend van structuur zodat rotting van de plant wordt voorkomen. De ondergrens voor cultuur is 12 graden celsius. Vermeerdering is makkelijk via het delen van de wortelstokken te doen. Dit is ook mogelijk via het stekken van bladdelen van ten minste vijf centimeter groot, die opgepot dienen te worden in een zanderige doorlatende stekgrond.

## Variëteiten en cultivars
De plant kent enkele natuurlijk ontstane variëteiten en cultivars die zich onderscheiden van het origineel door de tint van de bladeren, witte randen of ook door een compactere groei. De cultivars zijn ontstaan als ontdekte natuurlijke variatie op een kwekerij.
- Dracaena angolensis var. patula - kleinblijvende variant.
- Dracaena angolensis var. patula 'Boncel' - kleinblijvende variant.
- Dracaena angolensis 'Handshake' - bladeren wijder horizontaal uitgespreid.
- Dracaena angolensis 'Skyline' - invalide naam voor de gewone soort, marketing hype van FloraHolland bij de introductie van de plant in 2005 in Amerika.[9]
- Dracaena angolensis 'Strong Variegated' - groengele bladeren met donkergroene randen